# Tyr
För andra betydelser, se Tyr (olika betydelser).

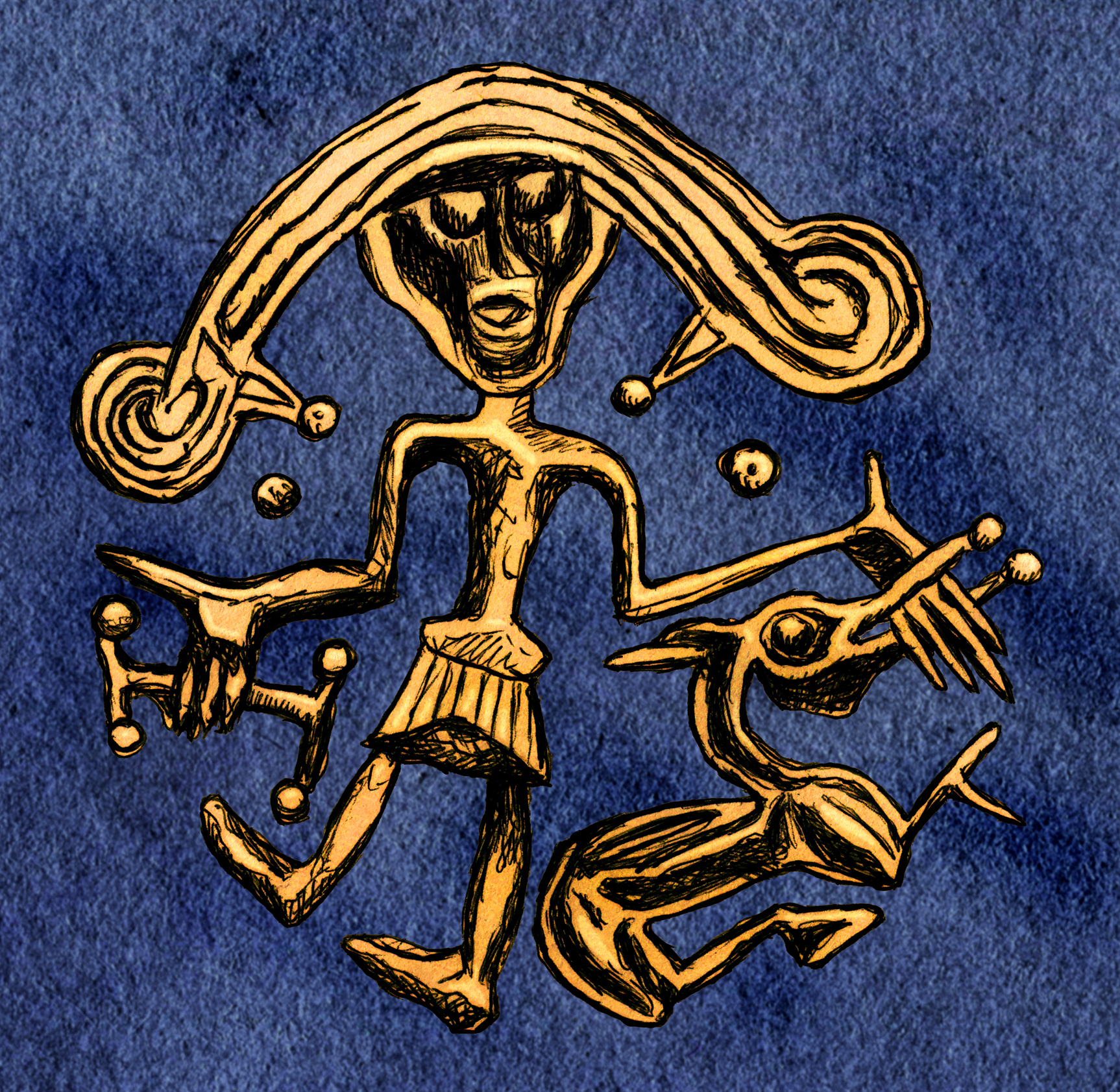
Tyr och Fenrisulven från en folkvandringstida guldbrakteat funnen nära Trollhättan.

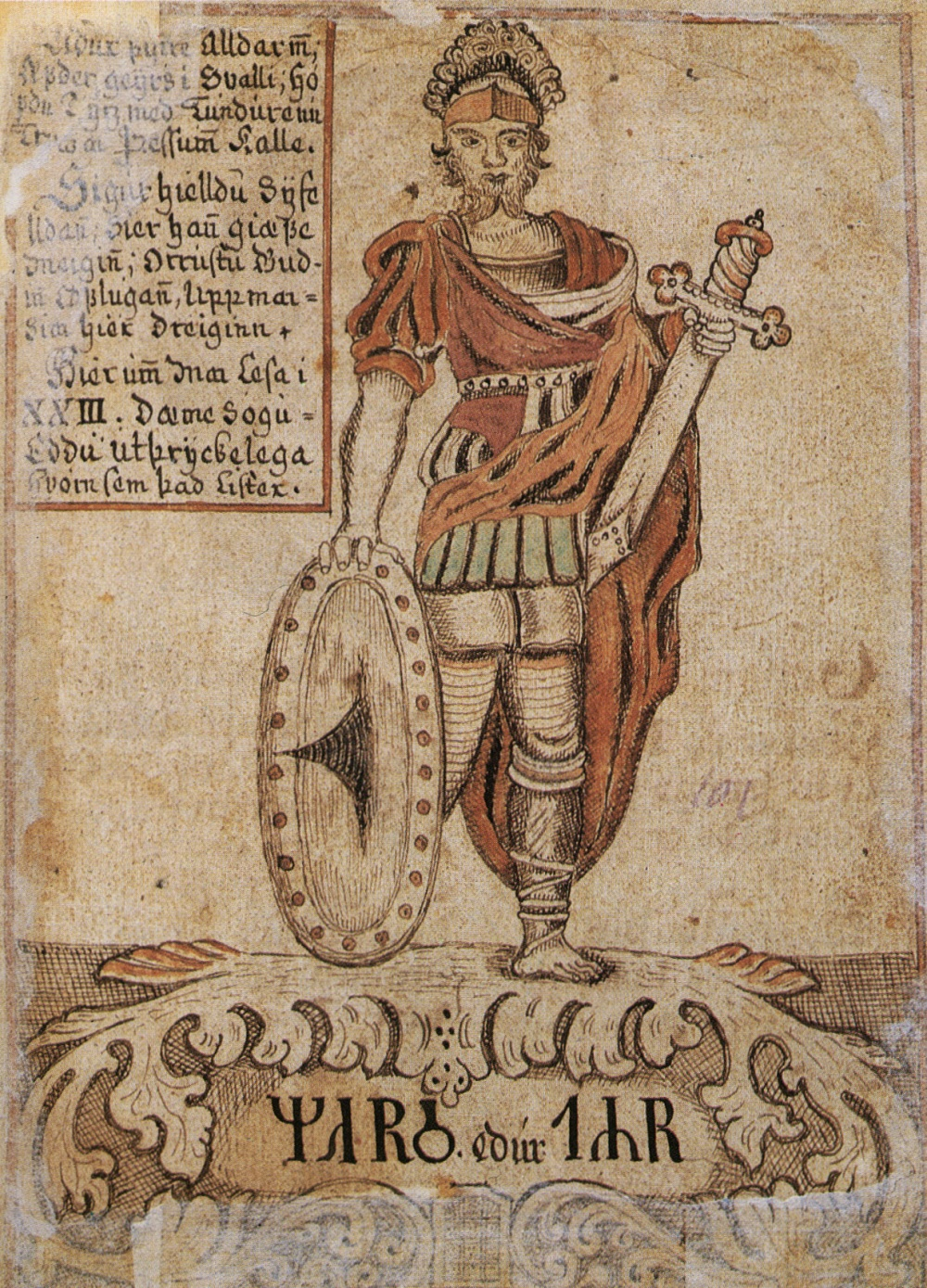
Tyr identifierad med Mars. Från det isländska manuskriptet ÍB 299 4to, Landsbókasafn Íslands.

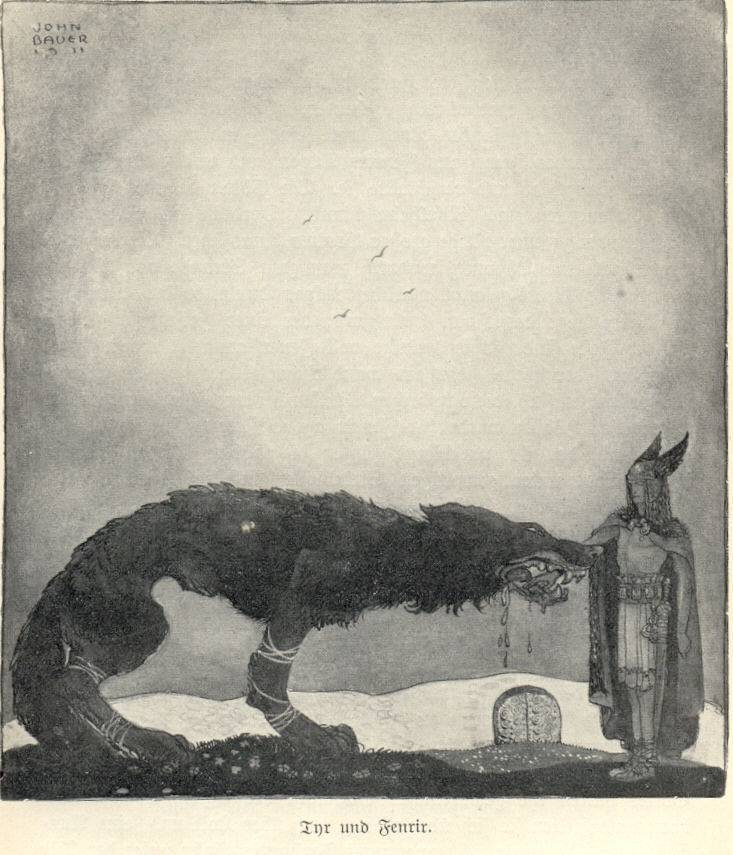
Tyr och Fenrisulven. John Bauer 1911.

Tyr (fornvästnordiska: Týr, urnordiska: ᛏᛁᚢᛦ, Tīuʀ, anglosaxiska: Tiw, fornsaxiska: Tīi, fornhögtyska: Zīu) är en av asagudarna i den nordiska mytologin och en gud i den förkristna samgermanska hedendomen i Europa. Han torde av bevarad information varit en form av krigsgud jämförbar med den romerska guden Mars och tycks en gång ha varit betydelsefull men hans inflytande hade troligen minskat vid tiden de berättelser som senare nedtecknades uppstod. Han tycks identifieras med polstjärnan hos anglosaxarna. Han kallas även ”den enhandade guden” och ”vargens rester” med mera då han i myten förlorade sin hand till Fenrisulven. Det senare var under vikingatiden en kenning för mod.
På svenska annars utvecklades hans namn till Tir och Ti, vilket överlevt i vissa namn, som exempelvis "tisdag", men inte överlevt på egen hand. Formen ”Tyr” är inlånad i svenskan från isländskan.
På ett av de två 400-talshornen i guld från Gallehus i Danmark ses guden Tyr mata ett monster (liksom han i Eddan matar Fenrisulven) och därefter hur han sitter framför det fjättrade odjuret med avbiten hand (se nedan).

## Etymologi

### Urgermanska
Tyr antas ha förekommit i forngermansk religion redan under romersk järnålder efter en beskrivning av romerska historikern Tacitus i hans etnografiska verk om germanfolken, Germania, där han skriver att germanerna främst dyrkar krigsguden Mars, vilken i analogi med veckodagen Tisdag (Tyrs dag) antas beskriva Tyr. Under denna tid talades olika dialekter av urgermanska runt om norra och centrala Europa och genom språkforskning torde Tyrs urgermanska namn vara något i stil med *Tīwaz (*asterix anger att namnet är rekonstruerat). Det anglosaxiska namnet Tiw, det fornsaxiska namnet Tīi, och det etymologiskt snarlika forntyska namnet Zīu (där t:et först blivit ett tz (ꜩ) och sen ett z), antas spegla Tyrs urgermanska rot, medan det fornnordiska namnet Tyr anger det ursprungliga suffixet (fornnordiska: -r ← -ʀ ← urnordiska: -aʀ ← urgermanska: -az).
Utifrån ett skriftfynd, det äldsta urgermanska skriftfyndet, som återfinns på Negauhjälmen (Negau B) och är skrivet med fornitaliska skrivtecken, kan Tyrs äldsta kända urgermanska namn vara belagt, då som Teiva, vilket givit den rekonstruerade tidigare formen *Teiwaz.

### Nordiska
I de germanska språken och senare fastlandsnordiskan blev Tyrs namn allt kortare med tiden. Nedan ges ett förenklat etymologiled med östnordiska (danska/svenska) former främst och västnordiska (norska) former hädan när två finns:
| Urgermanska    | Urgermanska | Urnordiska   | Urnordiska   | Fornnordiska | Fornnordiska  | Medelnordiska |
| runt 200 f.Kr. | runt år 1   | runt 400-tal | runt 600-tal | runt 800-tal | runt 1000-tal | runt 1350-tal |
| -------------- | ----------- | ------------ | ------------ | ------------ | ------------- | ------------- |
| *Teiwaz        | *Tīwaz      | *Tīwaʀ       | *Tīwʀ → Tīuʀ | Tīʀ / Tȳʀ    | Tir / Týr     | Ti / Ty       |

Det äldsta belägget av Tyrs namn i nordiskan finns på Ribe skallfragment, där skrivet med runor som Tiuʀ (ᛏᛁᚢᛦ). 
Formen ”Tyr” är inlånad i svenskan från isländskan. Den inhemska formen, ”Ti”, fanns främst bara kvar i olika namn vid tiden för nationalromantikens nyintresse över vikingatiden under 1800-talet, såsom i veckodagen tisdag (Tis dag = Tyrs dag), men har är idag knappast brukligt.Jämför veckodagen onsdag som använder den äldre nysvenska kortformen ”On” om Oden, samt fredag som använder kortformen ”Fre” som härstamma från Frigg eller möjligen Freja. På danska och norskt bokmål heter motsvarande veckodag Tirsdag (Tirs dag) och på nynorska Tysdag (Tys dag). Det är viktigt att notera att isländskans "ý" uttalas snarlikt "i", varför de stavar namnet Týr.
Tyrs namn är även belagt i namn för t-runan ᛏ [tyr] som är uppkallad efter honom. Johannes Bureus dokumenterade formerna Tir, Tijr och Tyr för runan Tyr ᛏ, de två första från Dalarna.
I fornnordiskan kunde ordet týr också användas i betydelsen "gud" på fornnordiska. Oden kallas till exempel Sigtyr.
Platsnamn som innehåller namnet förekommer främst Danmark, och i viss mån Norge. Samma ord i andra ortsnamn syftar troligen på gudar i plural, som exempelvis Tiveden..

## Tyrs olika roller

### Tyr i den prosaiska Eddan
Den enda myt i vilken Tyr spelar en betydande roll är den om Fenrisulvens fjättrande efter Lokes (Fenrirs fader) svek mot gudarna. Dessa lurar ulven att fjättrandet bara är en lek, och att han kommer att lössläppas sedan; Fenrir vill ha pant på detta, vilket endast Tyr vågar ställa upp på genom att lägga sin hand i djurets käft. När Fenrir förstår att han blivit lurad biter han av handen, varefter Tyr får leva enhänt. Under ragnarök kommer Tyr att strida mot helveteshunden Garm, och de kommer att dräpa varandra. Allt detta förmedlas av Snorre Sturlasson.
I gudasången Hymiskvida hittar man också Tyrs farmor eller mormor, en jättinna med nio storhundraden huvud (9 x 120 = 1 080), såsom en bild av stjärnhimmelen.

### Tyr i den poetiska Eddan
I Loketrätan påstår Loke att han har avlat en son med Tyrs hustru, två annars aldrig omnämnda gestalter. (”Min tillfälligtvis / var den son, som din hustru hade.”) I denna dikt nämns även att Tyr förlorat sin hand till Lokes avkomma - Fenrisulven alltså. Även i Kvädet om Hymer förekommer Tyr, och förklarar där – tvärtemot vad Snorre berättar – att hans fader är jätten Hymer, som äger ett stort ölkar. I Sigrdrífumál uppmanas den som vill ha seger i strid att två gånger nämna Tyr och rista "segerrunor" på sitt svärd.

### Tyr som krigsgud
Det har utifrån fenrismyten ofta föreslagits att Tyr varit en slags krigsgud med heder och rättvisa som sitt gebit. Att han varit en krigsgud (Snorre skriver att Tyr dyrkas av soldater) styrks av att germanerna identifierat honom med den romerske krigsguden Mars i namngivandet av veckodagen tisdag (latin dies Martis, norska och danska tirsdag, engelska Tuesday, fornhögtyska ziestag). Tyr var också en gång nära knuten till tinget (folktinget); vid Rhen kallades han Mars Thingus, med påverkan på tyskans Dienstag. Från andra germanska folk än islänningarna känner vi Tyrs namn, men inte mycket mer. På fornsvenska är det Ti och finns möjligen i skogsnamnet Tiveden, på fornhögtyska Zîu eller Zîo, på fornengelska Tíw med flera former. T-runan ᛏ kallas för Tyr i  rundikter. Tyr som kultgud är vanligt i danska ortnamn, såsom Tislund, Tibirke, Tisvilde, Tissö med flera.

## Etymologi
Týr används även som appellativ med betydelsen gudaväsen i det isländska materialet. Exempelvis var Hangatýr (”den hängde guden”) ett av Odens många tillnamn, eller hirði-Týr (gömmar-gud) vilket är en kenning för Loke. Pluralis av týr är tívar, vilket används om gudarna som kollektiv. Etymologiskt kommer Tyr ifrån ett mycket gammalt indoeuropeiskt ord – antingen *dyeus eller *deiwos, vars namn hos de vediska indierna blev Dyaus. Det förra ordet ger en urgermansk form *tieuz (senare *tīuz), och finns i grekiskans Zeus (genitiv; dios), romarnas  Juw- (som i latinets Jup - piter > Jupiter, det vill säga fader himmel) och sanskrits Dyaus och verkar följaktligen ha varit beteckningen på den indoeuropeiska himmelsguden. Det senare ordet *deiwos ger en urgermansk form *teiwaz (senare *tīwaz), och finns i latinets divus och deus (”gudomlig” och ”gud”), litauiskans dievas (”gud”), avestiskans daevas och sanskrits devas, och bör därför ha betytt gudaväsen på det indoeuropeiska urspråket. För den senare etymologin talar bland annat att Runkoteivas var namnet på en gudom hos finnarna.
Av etymologiska orsaker har somliga velat se Tyr som den ursprungliga högguden bland germanerna, som senare trängs ut av dödsguden Oden, vilken övertar flera av den förres attribut. Frånsett etymologi är detta dock ytterst spekulativt. I indoeuropeiska språk (som nordiskan) används formerna *dyaus eller *deiwos för att referera till gudar i allmänhet. Därför behöver inte alls namnet Tyr ha någon koppling till himmelsgudar annat än just etymologiskt. Ett annat av problemen med denna teori är att andra indoeuropeiska himmelsgudar har mer likheter med Tor som till och med jämfördes med Jupiter av romarna.

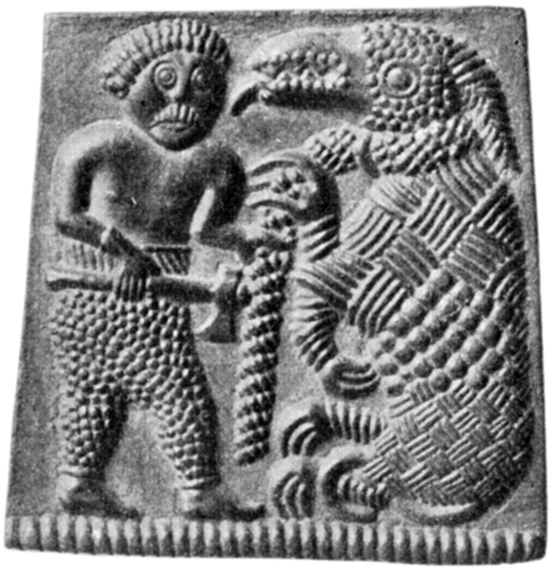
Bronsplåt 4 fr Torslunda sn, Öland. Möjligtvis Tyr som bundit Fenrisulven

## Platsnamn
Liksom andra gudar finns Tyrs namn bevarat i flera ortnamn i Skandinavien. I södra Sverige och Danmark verkade Tyr, liksom Oden, vara förbunden med sjöar. Då de flesta ortnamn som är relaterade till Tyr finns i Danmark (de flesta på Jylland), med ett fåtal i Norge, har man velat se det som att det var där hans dyrkan var starkast.
- Tissø, Själland
- Tisvilde i Själland, antingen "Tyrs källa" eller "Tyrs dunge"
- Tysnes, ursprungligen Njarðarlǫg och Týsnes var en gård i området, som för övrigt verkar vara starkt förbunden med sakral verksamhet
- Thisted i Danmark
- Tyrsted, Østjylland
- Tirsvad, Jylland
- Kongens Tisted, Jylland
- Tilst, Jylland
- Tirsvad, Jylland
- Tisvilde, Själland
- Tirslund, Jylland